# Tectaria aurita
Tectaria aurita är en ormbunkeart som först beskrevs av Olof Peter Swartz, och fick sitt nu gällande namn av S. Chandra. Tectaria aurita ingår i släktet Tectaria och familjen Tectariaceae. Inga underarter finns listade.